# Pligónion
Pligónion (Pligoni) är en ort i Grekland.   Den ligger i prefekturen Nomós Lésvou och regionen Nordegeiska öarna, i den östra delen av landet, 270 km öster om huvudstaden Aten. Pligónion ligger 72 meter över havet och antalet invånare är 230. Den ligger på ön Lesbos.
Terrängen runt Pligónion är kuperad åt sydväst, men österut är den platt. Havet är nära Pligónion åt nordost.  Närmaste större samhälle är Mytilene, 5,2 km norr om Pligónion. 